# Cap digital
 (février 2013).
Cap digital est le pôle de compétitivité et de transformation numérique, consacré à l'innovation numérique, notamment dans le cadre de l'innovation urbaine, la ville durable, les données et l'intelligence artificielle, le commerce de détail, la santé numérique, l'éducation, la formation... Ce pôle regroupe environ 1 000 laboratoires de recherche, écoles, institutions publiques et entreprises du secteur du numérique.

## Présentation
Créé en 2006, Cap digital est une association loi de 1901 qui soutient la recherche & développement collaborative, contribue à la dynamique des industries franciliennes de la création numérique (incubateurs, think tank, rencontres) et participe au rayonnement de la France à l'étranger, en organisant des événements d'ampleur internationale dont Futur en Seine (première édition en 2009) ou en prenant part dans d'autres manifestations comme la conférence SIGGRAPH, organisée par ACM.
Statutairement, Cap digital est composé d'un conseil d'administration et d'un bureau exécutif aux rôles et responsabilités distincts.
L'expertise sectorielle de Cap digital s'exprime via une organisation comprenant des commissions thématiques, des communautés de domaine et des experts. Ces entités ne travaillent pas « en silo » : un membre d'une commission peut ainsi être tout à la fois membre d'une communauté et expert Cap digital, l'objectif de cette structuration étant de multiplier les échanges entre communautés de domaine.

## Gouvernance
Elle comprend des représentants d'institutions publiques et de laboratoires universitaires, ainsi que des membres d'entreprises du secteur privé investies dans les sciences de l'information et les nouvelles technologies.
L'équipe opérationnelle est dirigée par un délégué général, Patrick Cocquet.

### Présidents
- 2006-2008 : Jean-Pierre Cottet
- 2008-2013 : Henri Verdier
- 2013-2019 : Stéphane Distinguin[2]
- depuis 2019 : Charles Huot

## Actions
Cap digital affirme soutenir la recherche et l'innovation en opérant un processus de labellisation, ainsi que par deux activités :
- prospection industrielle : selon l'entreprise, le pôle identifie, avec les industriels et les académiques associés dans les différentes commissions thématiques, les grands enjeux technologiques et marchés de demain ;
- suivi de projets : selon l'entreprise, ses équipes accompagnent le montage de projets par une aide ciblée allant de la recherche de partenariats à celle de financements.

Pour soumettre un projet au label Cap digital, son porteur ou partenaire, doit être membre de Cap digital. 

Deux types de projets sont éligibles : des projets collaboratifs et des projets individuels.
Cap digital s'implique aussi dans des projets individuels visant la création ou le développement de nouvelles entreprises, qualifiés, au sein du pôle, d'innovation et croissance (I&C). Des PME font appel à Cap digital pour des projets monopartenaires destinés à être présentés à Oséo, à des collectivités territoriales, ou à des investisseurs privés.
Le pôle propose également des services destinés à soutenir la croissance de l'entreprise : aide à la levée de fonds, diagnostic et accompagnement sur les ressources humaines, aide à l'internationalisation, note de veille.
Cap digital est aussi l'organisateur, depuis 2009, de Futur en Seine, le festival francilien de la création et de la vie numérique.

## Communautés, projets et adhérents
Les Commissions thématiques comptent plus de 80 experts[réf. nécessaire], réunis au sein de neuf communautés : Jeu vidéo, design numérique, Culture Presse Média, image son et interactivité, robotique et objets communicants, éducation et formation numérique, services et usages mobiles, ingénierie des connaissances, coopération logiciel libre et nouveaux modèles économiques.